# Villers-Bretonneux
Villers-Bretonneux är en kommun i departementet Somme i regionen Hauts-de-France i norra Frankrike. Kommunen ligger i kantonen Corbie som tillhör arrondissementet Amiens. År 2022 hade Villers-Bretonneux 4 644 invånare.

## Befolkningsutveckling
Antalet invånare i kommunen Villers-Bretonneux
| Referens: INSEE |